# David Abravanel
David Abravanel foi um corsário judeu português do século XVI e do XVII. Descendente do célebre Isaac Abravanel (natural de Lisboa), tornou-se um bucaneiro adoptando o nome de "Capitão David" e, à frente do seu navio "Jerusalém", não deu descanso aos Espanhóis. Associou-se com o corsário inglês Sir Francis Drake, numa irmandade da Bandeira Negra.